# Scones
Scones er en slags skotsk bolle, bagt med bagepulver og ikke med gær.